# Joan Baez (альбом)
Joan Baez — дебютный студийный альбом американской фолк-певицы Джоан Баэз, издан в 1960 году. Диск включает в себя 13 песен, преимущественно народного происхождения.

## Список композиций
Все песни без автора за исключением особо отмеченных
1. «Silver Dagger» — 2:32
2. «East Virginia» — 3:44
3. «Fare Thee Well (10,000 Miles)» (народная, аранжировка David Gude) — 3:22
4. «House of the Rising Sun» — 2:56
5. «All My Trials» — 4:41
6. «Wildwood Flower» — 2:37
7. «Donna Donna» (Sholom Secunda, Aaron Zeitlin; английский текст Arthur Kevess, Teddi Schwartz) — 3:15
8. «John Riley» — 3:54
9. «Rake and Rambling Boy» — 1:59
10. «Little Moses» — 3:31
11. «Mary Hamilton» (Child No. 173) — 5:58
12. «Henry Martin» (Child No. 250) — 4:15
13. «El Preso Numero Nueve» («The Ninth Prisoner») (Hermanos Cantorell) — 2:48

Бонус-треки переиздания 2001 года
1. «Girl of Constant Sorrow» (раньше не издавалось) — 1:46
2. «I Know You Rider» (раньше не издавалось) — 3:46
3. «John Riley» (расширенная версия) — 4:23

## Участники записи
- Вокал, гитара — Джоан Баез
- Вторая гитара (композиции 5-7, 9-10, 13) — Фред Хеллермен